# 坑仔口镇
坑仔口镇，是中华人民共和国福建省泉州市永春县下辖的一个乡镇级行政单位。

## 行政区划
坑仔口镇下辖以下地区：
玉西村、诗元村、魁斗村、西坪村、福地村、洋头村、杏村和景山村。